# Méridazaunkönig
Der Méridazaunkönig (Cistothorus meridae) ist eine Vogelart aus der Familie der Zaunkönige (Troglodytidae), die in Venezuela endemisch ist. Der Bestand wird von der IUCN als nicht gefährdet (Least Concern) eingeschätzt. Die Art gilt als monotypisch.

## Merkmale
Der Méridazaunkönig erreicht eine Körperlänge von etwa 10,0 cm. Der weiße Überaugenstreif wird hinter dem Auge breiter. Die Zügel und die Ohrdecken sind braun meliert, der Oberkopf und Nacken mittelbraun mit dunkelbraunen Streifen. Die Schultern und der Vorderrücken sind schwärzlich braun mit weißen Streifen. Der Bürzel und die Oberschwanzdecken haben matt schwarze und warm braune Streifenmuster. Die Oberflügeldecken sind hell gelbbraun bis braun mit auffallendem dunkelbraunen Streifenmuster. Die Außenfahnen der Hand- und Armschwingen sind schwärzlich braun und gelbbraun gestreift. Die Steuerfedern sind mittelbraun, mit scharfen schwarzen Binden. Das Kinn und die Kehle sind weiß, die Brust gelbbraun, die Flanken satter gelbbraun mit verstreuten dunklen Streifen. Die Schenkel sind gelbbraun mit matten dunkelbraunen Streifen. Die Augen sind braun, der Oberschnabel braun, der Unterschnabel hell pinkfarben. Die Beine sind pinkgrau. Beide Geschlechter ähneln sich.

## Lautäußerungen
Der Gesang des männlichen Méridazaunkönigs besteht aus zwanzig bis fünfundzwanzig unterschiedlichen Liedern. Das Repertoire variiert von Individuum zu Individuum sowie auch geographisch. Ein Lied besteht meist aus zwei oder drei Phrasen, einige von ihnen ärmliche Pfiffe, andere kratziger oder lebhaft Töne. Ein Lied wird mehrmals wiederholt, bevor er auf ein anderes wechselt. Das Weibchen gibt trockenes Getrillern oder einfache Töne von sich, die vom Männchen begleitet werden. Schimpftiraden hören sich wie leise Schwirrlaute an.

## Fortpflanzung
Seine Brutbiologie ist wenig erforscht. Das Duett im Gesang deutet eher auf einen monogamen Zaunkönig und weniger auf eine polygame Art hin. Schlafnester wurden einige im Mai und Juni entdeckt. Diese haben einen Seiteneingang, die Außenhülle besteht aus Grashalmen. Innen legt er dieses mit feinem Haar der Espeletia-Blätter aus. Eines wurde 50 cm über dem Boden auf einer Espeletia -Pflanze entdeckt, die anderen in Riedgrasbüscheln.

## Verhalten und Ernährung
Der Méridazaunkönig ernährt sich von Gliederfüßern. Sein Futter sucht er in den unteren Straten der Vegetation.

## Verbreitung und Lebensraum

Verbreitungsgebiet (grün) des Méridazaunkönigs in Venezuela

Der Méridazainkönig bevorzugt feuchten Páramo, typischerweise mit Pflanzen der Gattung Espeletia und Büschen. Er bewegt sich in Höhenlagen zwischen 3000 und 4100 Metern in den Anden Venezuelas vom Süden des Bundesstaates Trujillo am Teta de Niquitao und südlich bis in den Nordosten Táchiras.

## Migration
Es gibt einige Hinweise, dass der Méridazaunkönig örtlich weiterzieht, vermutlich meist nur in den Höhenlagen. So scheint er einige Gebiete in der Regenzeit aufzugeben.

## Etymologie und Forschungsgeschichte
Die Erstbeschreibung des Méridazaunkönigs erfolgte 1907 durch Carl Eduard Hellmayr unter dem wissenschaftlichen Namen Cistothorus platensis meridae. Das Typusexemplar wurde von Salomón Briceño Gabaldón in El Loro im Bundesstaat Mérida gesammelt. Bereits 1850 führten Jean Louis Cabanis die für die Wissenschaft neue Gattung Cistothorus für den Pampazaunkönig (Cistothorus stellaris (Naumann, JF, 1823)) ein. Dieser Name leitet sich von »cistos κιστος« für »Strauch« und »thouros θουρος« für »springen, entlang rennen« ab. Der Artname »meridae« bezieht sich auf den Bundesstaat Mérida.